# 20-20-20俱樂部
美國職棒大聯盟（MLB）中，「20-20-20」俱樂部指的是單季同時達成至少20支二壘安打、至少20支三壘安打及至少20支全壘打的打者俱樂部。1911年，弗蘭克·舒爾特成為第一位達成此紀錄的球員。而最近達成20-20-20這個里程碑的球員，是2007年球季的柯蒂士·格蘭德森和吉米·羅林斯。該年也是首次有兩位球員在同一球季裡完成20-20-20的成就。
截至目前為止，20-20-20俱樂部成員僅有7名球員。這七名球員中，有五人是左打、一人右打，還有一人是兩打（左右開弓）。另外，喬治·布列特及威利·梅斯兩名打者還同時是3000安打俱樂部的成員，其中梅斯也是500全壘打俱樂部的成員。舒爾特、羅林斯和吉姆·巴頓里在達成此一紀錄時也贏得該季的最有價值球員獎（MVP） 。梅斯和羅林斯完成20-20-20成就的球季也達成至少30發全壘打及至少30次盜壘的紀錄，同步加入30-30俱樂部。布列特及羅林斯在完成20-20-20的球季也打出單季超過200支安打的紀錄。此外，這七名球員中有四人在他們達成20-20-20紀錄的球季，還完成20次以上的盜壘成功，這些球員也被視為是「20–20–20–20俱樂部」的成員。
在美國職棒聯盟的歷史上，每年都有很多球員同時打出至少20支二壘安打及20支全壘打。然而20-20-20俱樂部中所要求的三壘安打紀錄，使其變得難以達成。這是因為三壘安打的落點通常與二壘安打相似，但是球員速度要夠快才能跑出三壘安打。不論是對高長打率的打者還是速度快的跑者來說，這都是項艱難的挑戰：因為高長打率的打者可能跑壘速度較慢、較常打出平飛球（line drive）、或是把球打到牆外變成全壘打；而跑速快的跑者也許能跑比較多壘包，但也可能沒辦法把球打得夠遠。
由於20-20-20俱樂部難以達成使其成員稀少，因此棒球文摘在1979年將其評為「美國職棒大聯盟裡最獨特的俱樂部」（the most exclusive club in the Majors），而20-20-20俱樂部在當時僅有四名成員。俱樂部現有成員中有五人具有棒球名人堂的資格，其中三人已名列其中（有兩人在第一次票選中就被選上）。球員必須要至少有十年以上大聯盟資歷，並至少要在退休後五年或是逝世六個月後才有票選資格。剩下兩名球員因為他們退休未滿五年而尚未擁有入選名人堂的資格。

## 成員

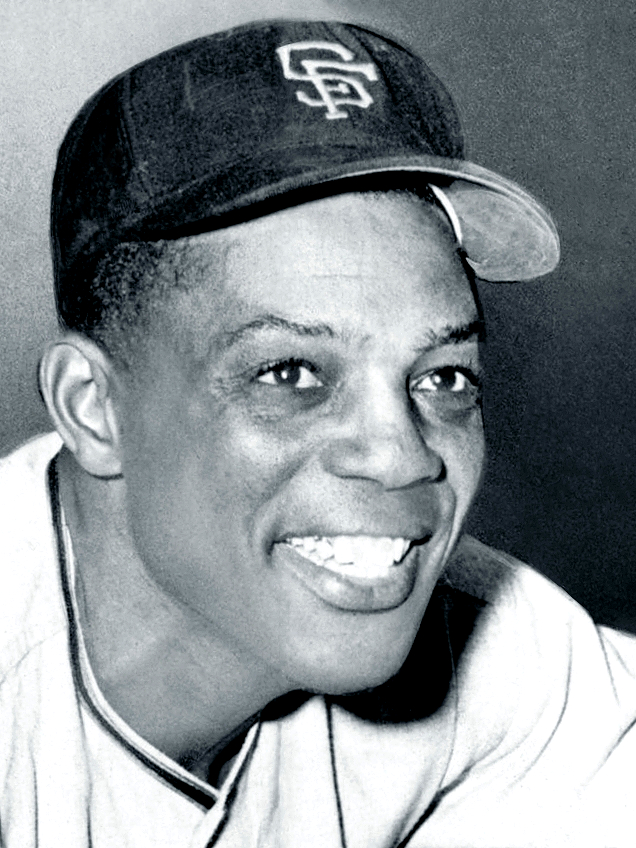
威利·梅斯在1957年球季同達成20-20-20俱樂部及30-30俱樂部的要求，直到2007年羅林斯也達成此一成就前，他是唯一擁有此一殊榮的球員

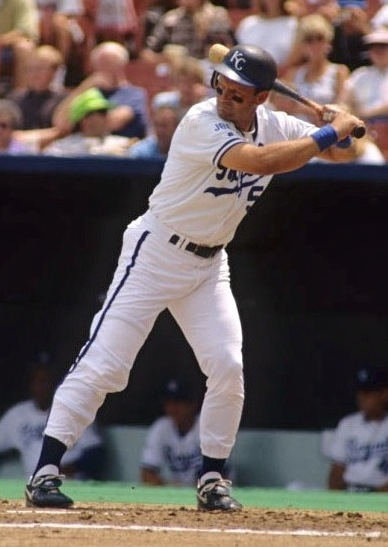
喬治·布列特是20-20-20俱樂部中，也被選為名人堂的三名成員之一

| 年度     | 球員達成20-20-20紀錄的球季       |
| 球員     | 球員姓名                         |
| 球隊     | 球員達成20-20-20紀錄時所屬的球隊 |
| 二壘安打 | 當年二壘安打數                   |
| 三壘安打 | 當年三壘安打數                   |
| 全壘打   | 當年全壘打數                     |
| 盜壘     | 當年盜壘數                       |
| †        | 棒球名人堂成員                   |

| 年度   | 球員            | 球隊               | 二壘安打 | 三壘安打 | 全壘打 | 來源   |
| ------ | --------------- | ------------------ | -------- | -------- | ------ | ------ |
| 1911年 | 法蘭克·舒爾特   | 芝加哥小熊隊       | 30       | 21       | 21     | [ 10 ] |
| 1928年 | 吉姆·巴頓里†    | 聖路易紅雀隊       | 42       | 20       | 31     | [ 11 ] |
| 1941年 | 傑夫·希斯       | 克里夫蘭印地安人隊 | 32       | 20       | 24     | [ 25 ] |
| 1957年 | 威利·梅斯†      | 紐約巨人隊         | 26       | 20       | 35     | [ 26 ] |
| 1979年 | 喬治·布列特†    | 堪薩斯皇家隊       | 42       | 20       | 23     | [ 15 ] |
| 2007年 | 柯蒂士·格蘭德森 | 底特律老虎隊       | 38       | 23       | 23     | [ 27 ] |
| 2007年 | 吉米·羅林斯     | 費城費城人隊       | 38       | 20       | 30     | [ 9 ]  |

### 20-20-20-20俱樂部
| 年度   | 球員            | 球隊         | 二壘安打 | 三壘安打 | 全壘打 | 盜壘 | 來源   |
| ------ | --------------- | ------------ | -------- | -------- | ------ | ---- | ------ |
| 1911年 | 法蘭克·舒爾特   | 芝加哥小熊隊 | 30       | 21       | 21     | 23   | [ 10 ] |
| 1957年 | 威利·梅斯†      | 紐約巨人隊   | 26       | 20       | 35     | 38   | [ 26 ] |
| 2007年 | 柯蒂士·格蘭德森 | 底特律老虎隊 | 38       | 23       | 23     | 26   | [ 27 ] |
| 2007年 | 吉米·羅林斯     | 費城費城人隊 | 38       | 20       | 30     | 41   | [ 9 ]  |